# Anna Canalis di Cumiana

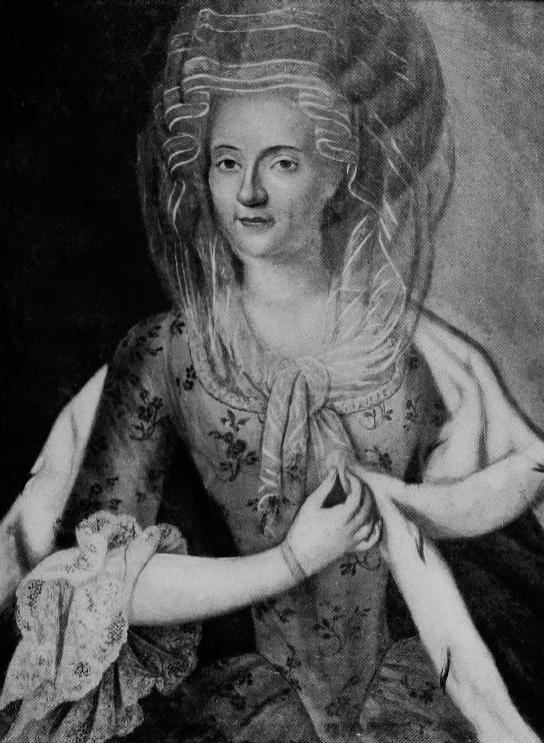
Anna Canalis di Cumiana

Anna Carlotta Teresa Canalis di Cumiana (* 23. April 1680 in Turin; † 11. April 1769 in Pinerolo) war die zweite, morganatische Ehefrau des Königs Viktor Amadeus II. von Sizilien und Sardinien.
Zeitgenossen unterstellten ihr, sie habe ihren Mann nach dessen Abdankung zur Rückkehr an die Macht gedrängt, heute geht die Forschermeinung jedoch dahin, dass ihr Einfluss auf Viktor Emmanuels diesbezügliche Pläne nur marginal war.

## Leben
Anna kam 1680 als Tochter des ehemaligen savoyardischen Premierministers Francesco Maurizio Canalis di Cumiana und seiner Frau Monica Francesca San Martino d’Aglié di San Germano im elterlichen Stadtpalast an der Ecke Via Bogino/Via Principe Amedeo in Turin zur Welt. Ihre Paten waren Carlo Ludovigo d’Aglié und Anna Cumiana, die wahrscheinlich die Großmutter väterlicherseits war. Bis zu ihrem 13. Lebensjahr wurde Anna im Kloster der Turiner Salesianerinnen erzogen und pendelte anschließend mit ihren Eltern zwischen Turin und dem Schloss Canalis in Cumiana hin und her. Wegen ihres guten Aussehens wurde der savoyardische Herzogshof auf sie aufmerksam, und sie erhielt 1695 den Posten einer Ehrenjungfer im Haushalt der damaligen Herzoginmutter Maria Johanna Baptista von Savoyen. Dort zog ihre Schönheit die Aufmerksamkeit des Herzogs Viktor Amadeus II. auf sich, und er verliebte sich in die damals 16-jährige, was für Zeitgenossen nicht besonders verwunderlich war, denn der Herzog genoss gemeinhin den Ruf eines Frauenhelden. Gerüchten zufolge, die auf ein von Alberto Radicati di Passerano veröffentlichtes Pamphlet zurückgehen, soll Anna von ihm geschwängert worden sein, doch diese Behauptung entbehrt jeglicher Grundlage und hält sich trotzdem hartnäckig bis in die heutige Zeit.
Am 21. April 1703 heiratete die als lebhaft und anmutig beschriebene Anna den ersten Stallmeister Maria Johanna Baptistas von Savoyen, den Grafen von San Sebastiano, Ignazio Francesco Maria Novarina. Zeugen der Eheschließung waren Giovanni Battista Tana, Markgraf von Entraque, Tommaso Pallavicino, Schwiegervater von Annas Bruder Ludovico, und der Graf von Pertengo, Antonio Maurizio Turinetti. Ihr Mann war ganze 20 Jahre älter als sie. Aus der Verbindung gingen acht Kinder hervor:
- Paola (* 1708)
- Paolo Federico (* 1710)
- Carlo (* 1711)
- Giacinta (* 1712)
- Chiara (* 1714)
- Pietro (* 1715)
- Luigi (* 1718)
- Biagio (* 1722)

Der Tod Ignazio Francescos am 25. September 1724 ließ die Gräfin mit acht Kindern zurück, von denen sieben noch nicht volljährig waren. Um ihr ein Auskommen zu sichern, wurde Anna noch im gleichen Jahr zur Hofdame von Polyxena von Hessen-Rotenburg, der zweiten Ehefrau des Prinzen Karl Emmanuel, ernannt. In deren Haushalt hatte sie später den Posten einer Kammerfrau inne. Obwohl sie nicht im Palast, sondern in einem Haus in der Via Santa wohnte, war sie damit wieder dauerhaft am Hofe anwesend, und viele Männer machten der immer noch sehr attraktiven Witwe den Hof, so zum Beispiel Jean de Montjeau, der Marschall von Frankreich. Auch bei dem verwitweten Viktor Amadeus II., der 1720 König von Sardinien geworden und dessen Frau Anne Marie d’Orléans 1728 verstorben war, wurde die alte Leidenschaft für Anna neu entfacht. Anfänglich wollte diese keine Liebesbeziehung mit ihm eingehen, gab aber schlussendlich dem Drängen doch nach. Mehr noch, die beiden heirateten am 2. August 1730 heimlich in der Kapelle des Turiner Königspalasts. Als Zeugen der Eheschließung fungierten der Staatssekretär Lanfranchi und der Diener Barbier. Zuvor hatte Papst Benedikt XIII. eine Dispens erteilt, weil die Statuten des Ritterordens der heiligen Mauritius und Lazarus, dessen Mitglied Viktor Amadeus II. war, eine Heirat zwischen einem Witwer und einer Witwe ausschlossen.
Als ihr Mann am 3. September im Castello di Rivoli offiziell zugunsten seines Sohnes abdankte, war Anna Cannalis die Cumiana davon genauso überrascht wie die übrigen Mitglieder des Königshofs. Nicht einmal sie hatte Viktor Amadeus über seine Pläne informiert. Gemeinsam mit ihrem Mann und einem kleinen Gefolge zog sich Anna im September 1730 nach Chambéry zurück. Ihr Bruder begleitete sie auf der Reise. Als verspätetes Hochzeitsgeschenk kaufte Viktor Amadeus ihr die Markgrafschaft Spigno, die zuvor seinem illegitimen Bruder Carlo gehört hatte, und machte Anna am 18. Januar 1731 zur Marquise von Spigno. Trotz dieses Geschenks fühlte sich Anna von ihrem Mann getäuscht und um die ihr zustehende Position als Königin von Sardinien betrogen.
Anders als erwartet zog sich Viktor Amadeus II. jedoch nicht vollkommen aus der Politik zurück. Zunehmend unzufriedener mit Entscheidungen, die sein Sohn in Turin fällte, entschied er sich, wieder aktiv in das politische Geschehen seines Landes einzugreifen. Mit der Begründung, die Abdankung sei nie rechtskräftig geworden und er habe seine Unternehmen auch nie von ihrem Treueid entbunden, wollte Viktor Amadeus sogar seine Abdankung für nichtig erklären. Anna ging gemeinsam mit ihrem Mann im August 1731 von Chambéry über die Alpen zurück ins Piemont auf das Schloss von Moncalieri. Dort wurden sie und ihr Gatte auf Geheiß ihres Stiefsohns und regierenden Königs Karl Emmanuel III. in der Nacht vom 28. auf den 29. September von einer Abteilung Grenadiere unter dem Kommando von Louis Picon de la Péourse verhaftet. Während der Ex-König im Schloss von Rivoli festgesetzt wurde, brachte man Anna in die Festung von Ceva; ein überaus demütigender Akt für sie, denn die Festung wurde zu jener Zeit als Besserungsanstalt für Prostituierte genutzt. Viktor Emmanuel musste die Festnahme seines 65-jährigen Vaters Frankreich und Spanien gegenüber begründen. Er konnte dafür aber nicht zunehmende Altersdemenz oder eine Beeinträchtigung des Geisteszustands Viktor Emmanuels ins Felde führen, da dies Rückschlüsse auf die psychische Verfassung der Enkel von Ludwig XV. und des spanischen Prinzen Ferdinand zugelassen hätte. Viktor Emmanuels Großkanzler und Staatsminister Carlo Francesco Vincenzo Ferrero, Markgraf von Ormea, ließ deshalb offiziell verlautbaren, dass Anna, geleitet von übermäßigem Ehrgeiz, gemeinsam mit ihrer Verwandtschaft eine Verschwörung gegen den König angezettelt hätte, um wieder selbst Königin zu werden. Einige ihrer Verwandten wurden im Nachgang dieser Bekanntmachung auch tatsächlich verhaftet, dann aber wieder freigelassen, weil sich schnell herausstellte, dass die Umsturzgerüchte nicht wahr waren. 
Am 11. Dezember erhielt Anna endlich die Erlaubnis Ceva zu verlassen und zu ihrem Mann nach Rivoli zu gehen. Weil Karl Emmanuel das Schloss Rivoli wieder selbst nutzen wollte, ließ es das Paar am 12. April 1732 in das Schloss Moncalieri verlegen, wo Viktor Amadeus II. am 31. Oktober starb. Anna wurde sofort nach dem Tod ihres Mannes in das Kloster Sankt Joseph in Carignano geschickt, sie durfte nicht einmal an seiner Beisetzung teilnehmen. Auf eigenen Wunsch wechselte sie kurze Zeit später in das Kloster Sankt Maria von Pinerolo, einem Konvent der Salesianerinnen. Dort führte sie für die folgenden 36 Jahre ein zurückgezogenes Leben, ohne jedoch selbst Nonne zu werden. Eines der wenigen erhaltenen Porträtgemälde von ihr hängt in diesem Kloster. Sie starb dort fast 89-jährig im April des Jahres 1769. Bestattet wurde sie in der Krypta der Klosterkirche. Ihr Grab besitzt – gemäß ihrem ausdrücklichen Wunsch – keine Grabplatte.